# بلاج ميسيتشك
بلاج ميسيتشك (بالسلوفينية: Blaž Mesiček)‏ مواليد 12 يونيو 1997 في ليوبليانا، هو لاعب كرة سلة سلوفيني. بدأ مسيرته الاحترافية في سنة 2014. يحمل الرقم 7. لعب مع نادي أوليمبيا لكرة السلة في الدوري السلوفيني لكرة السلة ونيو باسكت برينديزي في ليغا باسكيت الدرجة الأولى.

## روابط خارجية
- بلاج ميسيتشك على موقع الاتحاد الدولي لكرة السلة (الإنجليزية)
- بلاج ميسيتشك على موقع كرة السلة الأوروبية.كوم (الإنجليزية)
- بلاج ميسيتشك على موقع ريلجم (الإنجليزية)
- بلاج ميسيتشك على موقع بروبوليرز (الإنجليزية)
- بلاج ميسيتشك على موقع سبورتس رفرنس (الإنجليزية)